# Trật đường ray xe lửa ở Çorlu
Vụ trật đường ray xe lửa ở Çorlu là thảm họa đường sắt tại thành phố Çorlu thuộc tỉnh Tekirdağ nằm ở tây bắc nước Thổ Nhĩ Kỳ. Hồi 17:15 (giờ địa phương) ngày 8 tháng 7 năm 2018, một đoàn tàu trật bánh làm 24 hành khách tử vong và 318 người bị thương, trong đó có 42 người bị thương nặng.

## Tai nạn
Bộ Giao thông vận tải, Giao thông và Hàng hải Thổ Nhĩ Kỳ tuyên bố ngay sau tai nạn rằng đoàn tàu bị trật bánh sau khi đường sắt trượt xuống từ vị trí ban đầu của nó do mưa xối xả. Báo cáo cho thấy đoàn tàu vẫn còn nguyên vẹn theo lịch trình đi qua địa điểm đó vào khoảng 10:40 giờ địa phương cùng ngày. Lượng mưa lớn với tốc độ 32 kg/m2 (6,6 lb/foot vuông) một giờ xảy ra giữa 14:20 và 15:10 trong khu vực. Các cuộc điều tra cho thấy một cống dưới đường sắt đã bị nước lũ cuốn sập, và track ballast bên dưới đường ray bị mất thăng bằng. Tuy nhiên, bộ sleeper ở vị trí đó dường như vẫn bình thường và các động cơ đoàn tàu chạy với tốc độ 100–110 km/h (62–68 mph). Đầu máy chạy qua mà không có sự cố, sau đó toa đầu tiên bị trật bánh, mặc dù nó vẫn thẳng đứng. Năm toa phía sau hoàn toàn trật bánh và lật đổ, phá hủy 400 m (1.300 ft) đường ray.
Nhiều nguồn tin Nga cho biết trong số những người bị thương có nhiều khách du lịch Nga. Hội đồng Tối cao Phát thanh và Truyền hình áp đặt lệnh cấm tạm thời về việc phát sóng tai nạn.

## Hậu quả
Một vài dịch vụ khẩn cấp, bao gồm AFAD, UMKE, Health Ministry emergency 112 và Gendarmerie, đến hiện trường để tiến hành các hoạt động cứu hộ. Khoảng cách gần nhất của đường cao tốc đến khu vực tai nạn là khoảng 3 km (1,9 mi). Do địa hình lầy lội nên không thể tiếp cận bằng phương tiện đường bộ. Các nạn nhân được chuyển đến xe cứu thương đang chờ trên đường cao tốc bằng máy kéo được người dân cung cấp. Các phương tiện được theo dõi được gửi đến địa điểm xảy ra tai nạn. Các hành khách bị thương đã được chuyển đến các bệnh viện gần đó bằng xe cứu thương và trực thăng. Hoạt động cứu hộ diễn ra liên tục suốt đêm, và được hoàn thành lúc 6:00 giờ ngày hôm sau.
Việc sửa chữa đoạn đường bắt đầu vào ngày 9 tháng 7. Sau khi đoạn đường được phục hồi, những toa bị lật ngược sẽ bị loại bỏ với sự giúp đỡ của một cần cẩu đường sắt. Dự kiến công trình phục hồi sẽ mất ba ngày.